# Kurt Neumann (Regisseur)
Kurt Neumann (* 5. April 1898 in Nürnberg; † 21. August 1958 in Hollywood, Kalifornien) war ein deutscher Filmregisseur.

## Leben
Der Sohn eines Fabrikanten von Blechvorlagen studierte in den 1920er-Jahren zuerst Musik in verschiedenen deutschen Städten, unter anderem in Berlin. 1926 inszenierte er seinen ersten Kurzfilm, bevor er zu Beginn der Tonfilmzeit aus Deutschland nach Hollywood kam, um für die großen Filmstudios deutsche Sprachversionen ihrer Filme zu inszenieren.
Als er der englischen Sprache mächtig war, durfte Neumann, protegiert von Carl Laemmle junior ab 1931 Kurzfilme drehen, die als Vorfilme in den Kinos liefen. Seinen ersten Langfilm drehte er 1933. In den 1930er Jahren drehte er einige B-Movies.
Im Jahr 1941 engagierte ihn der Produzent Hal Roach, um 45-minütige Spielfilme als Programmfüller für die sogenannten Double Features zu inszenieren. Dies waren in der Regel Komödien. 1945 arbeitete er mit dem Produzenten Sol Lesser zusammen und inszenierte die späten Filme der Tarzan-Serie mit Johnny Weissmüller in der Titelrolle sowie Tarzan bricht die Ketten mit Lex Barker.
In den 1950er Jahren wurde er dann bekannt für seine Science-Fiction-Filme, die heute größtenteils Klassiker sind. Seinen größten Kassenerfolg erlebte er allerdings nicht mehr, da er am 21. August 1958 in Hollywood an Ösophagus-Blutungen starb, noch bevor der Film Die Fliege mit Vincent Price in der Hauptrolle Premiere hatte. Sein Schaffen umfasste 68 Produktionen.

## Filmografie (Auswahl)

### Regisseur
- 1931: El Tenorio del harem
- 1931: Trapped (Kurzfilm)
- 1931: Sealed Lips (Kurzfilm)
- 1931: House of Mystery (Kurzfilm)
- 1932: The Red Shadow (Kurzfilm)
- 1932: Fast Companions
- 1932: Mein Freund, der König (My Pal, the King)
- 1933: The Big Cage
- 1933: The Secret of the Blue Room
- 1933: King for a Night
- 1934: Let’s Talk It Over
- 1934: Half a Sinner
- 1934: Wake Up and Dream
- 1935: Alias Mary Dow
- 1935: The Affair of Susan
- 1936: Let’s Sing Again
- 1936: Am großen Strom (Rainbow on the River)
- 1937: Espionage
- 1937: Make a Wish
- 1937: Hold ’Em Navy
- 1938: Das Großmaul (Wide Open Faces)
- 1938: Touchdown, Army
- 1939: Ambush
- 1939: Unmarried
- 1939: Island of Lost Men
- 1939: All Women Have Secrets
- 1940: Ellery Queen, Master Detective
- 1940: A Night at Earl Carroll’s
- 1942: Brooklyn Orchid
- 1942: Fall In
- 1942: The McGuerins from Brooklyn
- 1943: Taxi, Mister
- 1943: Yanks Ahoy
- 1943: Der unbekannte Gast (The Unknown Guest)
- 1945: Tarzan und die Amazonen (Tarzan and the Amazons)
- 1946: Tarzan und das Leopardenweib (Tarzan and the Leopard Woman)
- 1947: Tarzan wird gejagt (Tarzan and the Huntress)
- 1948: Abenteuer im Wilden Westen (The Dude Goes West)
- 1949: Die Goldräuber von Tombstone (Bad Men of Tombstone)
- 1949: Gefängnis ohne Gitter (Bad Boy)
- 1949: Two Knights from Brooklyn
- 1950: Verfemt (The Kid from Texas)
- 1950: Rakete Mond startet (Rocketship X M)
- 1951: Der große Zug nach Santa Fé (Cattle Drive)
- 1951: Reunion in Reno
- 1952: Der Sohn von Ali Baba (Son of Ali Baba)
- 1952: The Ring
- 1952: Hiawatha
- 1953: Tarzan bricht die Ketten (Tarzan and the She-Devil)
- 1954: Regina Amstetten
- 1954: Carnival Story
- 1954: Rummelplatz der Liebe
- 1954: Mannequins für Rio
- 1954: Drei vom Varieté
- 1955: Stern von Rio
- 1956: Mohawk
- 1956: The Desperados Are in Town
- 1957: Kronos
- 1957: She-Devil
- 1957: Lederstrumpf: Der Wildtöter (The Deerslayer)
- 1958: Die Fliege (The Fly)
- 1958: Machete
- 1959: Watusi
- 1959: Counterplot

### Drehbuchautor
- 1931: Trapped (Kurzfilm)
- 1950: Rakete Mond startet (Rocketship X M)
- 1954: Carnival Story
- 1954: Rummelplatz der Liebe
- 1954: Mannequins für Rio
- 1956: The Desperados Are in Town
- 1957: She-Devil
- 1957: Apache Warrior
- 1957: Lederstrumpf: Der Wildtöter (The Deerslayer)
- 1958: Machete

### Filmproduzent
- 1950: Rakete Mond startet (Rocketship X M)
- 1954: Mannequins für Rio
- 1956: The Desperados Are in Town
- 1957: Kronos
- 1957: She-Devil
- 1957: Lederstrumpf: Der Wildtöter (The Deerslayer)
- 1958: Die Fliege (The Fly)
- 1958: Machete
- 1959: Counterplot
- 1968: Angels from Hell